# Edmund Gwenn
Edmund Gwenn (født Edmund John Kellaway; 26. september 1877, død 6. september 1959) var en engelsk teater- og filmskuespiller. Han var fætter til skuespilleren Cecil Kellaway.
I løbet af 1920'erne medvirkede han i en lang række teateropsætninger i West End i London. Han havde også nogle roller på Broadway i USA. Gwenn filmdebuterede i 1916 og medvirkede i over 80 spillefilm. Han var en populær karakterskuespiller i Hollywood i 1940'erne og blev tildelt en Oscar for bedste mandlige birolle i 1947 for sin rolle som Julemanden i filmen Miraklet på Manhattan.
Edmund Gwenn døde af lungebetændelse efter et slagtilfælde.